# علقمة بن رمثة البلوي
عَلْقَمَةَ بن رِمْثة البَلَويّ، من قبيلة قُضاعة، من أصحاب سيدنا رسول الله صلّى الله عليه وسلّم، ممن بايع تحت الشجرة، سكن مصر. وقيل: إنه قدم دمشق مع عمرو بن العاص.
قال علقمة بن رمثة:
«بعث النبي صلّى الله عليه وسلّم عمرو بن العاص إلى البحرين، وخرج النبي صلّى الله عليه وسلّم في سريّة، وخرجنا معه، فنعس النبي صلّى الله عليه وسلّم، فاستيقظ، فقال: "يرحم الله عمراً"، قال: فتذاكرنا كلّ إنسان اسمه عمرو، ثم نعس فاستيقظ، فقال مثلها، ثم نعس، فاستيقظ فقال مثلها؛ فقلنا: من عمرو يا رسول الله? قال: "عمرو بن العاص"، قالوا: وما باله? قال: "ذكرته إني كنت إذ ناديت الناس إلى الصدقة جاء من الصدقة فأجزل، فأقول: من أين لك هذا يا عمرو? فيقول: من عند الله، وصدق عمرو، إن لعمرو عند الله خيراً كثيراً".»
قال زهير بن قيس البلوي: فلما كانت الفتنة قلت: أتبع هذا الرجل الذي قال رسول الله صلّى الله عليه وسلّم فيه ما قال، قال: فلم أفارقه.
كان علقمة بن رمثة البلوي ممن بايع تحت الشجرة، وشهد فتح مصر.